# Cetiosaurus
Cetiosaurus oxoniensis
Genre
Espèce
Cetiosaurus est un genre éteint de grands dinosaures sauropodes eusauropodes, un quadrupède herbivore à long cou, un peu plus court cependant que le reste de son corps. 
Il a vécu au Jurassique moyen (étage Bathonien), soit il y a environ 167 Ma (millions d'années), dans ce qui est maintenant l'Europe.
Le genre Cetiosaurus a été créé par Sir Richard Owen (1804-1892) en 1841. En 1888, Richard Lydekker crée la famille des Cetiosauridae pour y placer le seul genre Cetiosaurus. Cette famille est abandonnée depuis le début du XXIe siècle car paraphylétique,,.

## Étymologie
Cetiosaurus fut le premier sauropode à recevoir son nom officiel, en 1841, un an avant l'invention du mot « dinosaure ».
Le nom de genre Cetiosaurus est composé des mots du grec ancien « κήτειος / kèteios », « monstre marin » qui a donné ensuite « baleine » et « σαῦρος / saûros », « lézard », pour donner littéralement « lézard baleine ».
Ce dinosaure a reçu ce nom parce que le paléontologue Georges Cuvier pensait au départ que sa colonne vertébrale géante provenait d'une baleine ancestrale.

## Historique
Les premiers fossiles de Cetiosaurus furent découverts dans les années 1830 dans l'Oxfordshire, en Angleterre.

## Description
Il mesurait 16 mètres de long et pesait environ 11 tonnes selon Gregory S. Paul ; 14 mètres de long selon Thomas Holtz.

## Liste des espèces
Près d'une vingtaine d'espèces ont été décrites comme appartenant au genre  Cetiosaurus, la plupart basées sur des restes fossiles très fragmentaires, ce qui était aussi le cas pour l'espèce type originale de Richard Owen, Cetiosaurus medius, qui a été déclassée de son titre d'espèce type en 2014 au profit de Cetiosaurus oxoniensis, une espèce connue par trois spécimens presque complets à l'exception du crâne, découverts à partir de 1868. C'est aujourd'hui la seule espèce valide du genre.

### Cetiosaurus oxoniensis
| Scapula droite |  | Humérus droit |  | Fémur droit |
| Scapula droite |  | Humérus droit |  | Fémur droit |

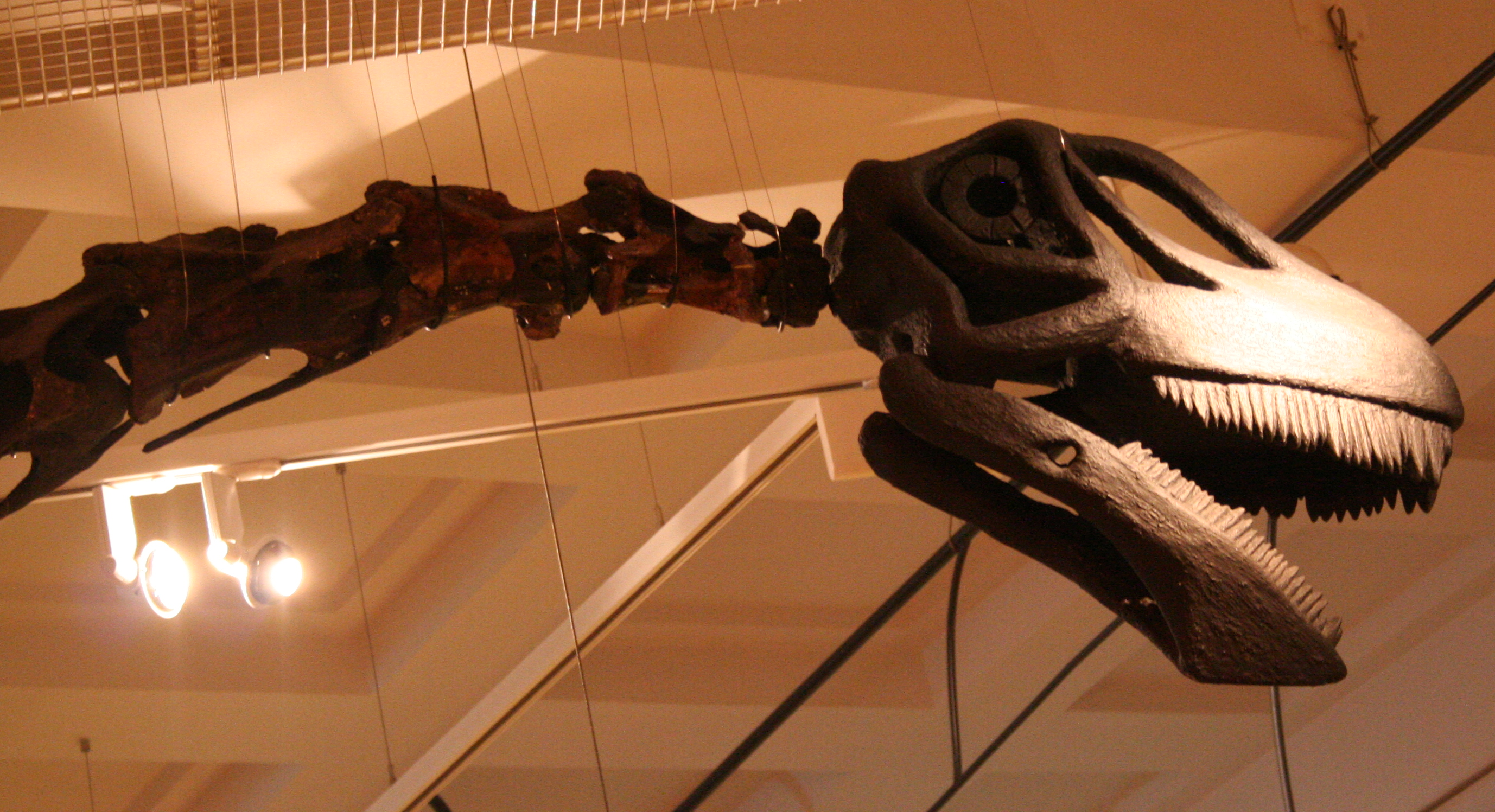
Vertèbres cervicales et hypothèse de reconstitution du crâne de Cetiosaurus oxoniensis

En 2014, la Commission internationale de nomenclature zoologique (Opinion 2331), a  donc officiellement  décrété que C. oxoniensis devenait l'espèce type du genre Cetiosaurus  en remplacement de l'original C. medius,.
L'animal, en grande partie reconstitué pour protéger les os trop fragiles, est exposé au New Walk Museum à Leicester en Angleterre. Il présente 14 vertèbres cervicales, 10 vertèbres dorsales, 5 vertèbres sacrées et environ 50 vertèbres caudales,.

### Espèces douteuses
- † Cetiosaurus hypoolithicus Owen[13], 1842: nomen nudum
- † Cetiosaurus epioolithicus Owen[13], 1842: nomen nudum
- † Cetiosaurus brachyurus Owen[14], 1842: nomen dubium
- † Cetiosaurus longus Owen[14], 1842: nomen dubium, = Cetiosauriscus longus (Owen, 1842) McIntosh, 1990
- † Cetiosaurus medius Owen[14], 1842: nomen dubium
- † Cetiosaurus giganteus Owen voir Huxley, 1870: nomen nudum
- † Cetiosaurus philippsi Sauvage[15], 1880

### Espèces réattribuées à un autre genre
- † Cetiosaurus brevis Owen[14] ; 1842 : non Cetiosaurus, = Cetiosaurus conybeari Melville, 1849; = Pelorosaurus conybearei (Melville, 1849) Mantell, 1850 ; = Pelorosaurus brevis (Owen, 1842) Huene, 1927
- † Cetiosaurus glymptonensis Phillips, 1871 : non Cetiosaurus ; = Cetiosauriscus glymptonensis (Phillips, 1871) McIntosh, 1990, non Cetiosauriscus
- † Cetiosaurus rigauxi Sauvage[16], 1874 : non Cetiosaurus ; réattribué par Sauvage en 1903[17] à un pliosauridé
- † Cetiosaurus humerocristatus Hulke[18], 1874 : non Cetiosaurus ; = Ornithopsis humerocristatus (Hulke, 1874) Lydekker, 1889 ; = Pelorosaurus humerocristatus (Hulke, 1874) Sauvage, 1897; = Duriatitan humerocristatus (Hulke, 1874) Barrett, Benson & Upchurch[19], 2010
- † Cetiosaurus leedsi (Hulke, 1887) Woodward, 1905 : nomen dubium ; = Ornithopsis leedsii Hulke, 1887
- † Cetiosaurus greppini (Huene, 1922) Huene, 1932 : nomen dubium[20] ; = Ornithopsis greppini Huene, 1922
- † Cetiosaurus rugulosus] (Owen, 1845) Steel, 1970 : non Cetiosaurus ; = Cardiodon Owen, 1841 ; = Cardiodon rugulosus Owen, 1845
- † Cetiosaurus mogrebiensis de Lapparent[21], 1955 : découvert au Maroc dans la  formation d'El Mers (Bathonien). Taxon peut-être valide, mais n'appartenant pas au genre Cetiosaurus[9].

### Cetiosaurussans nom d'espèce attribué
- † Cetiosaurus sp. Éric Buffetaut et al.[22], 2011, basé sur un seul arc hémal, découvert dans le département des Ardennes en France.

## Classification

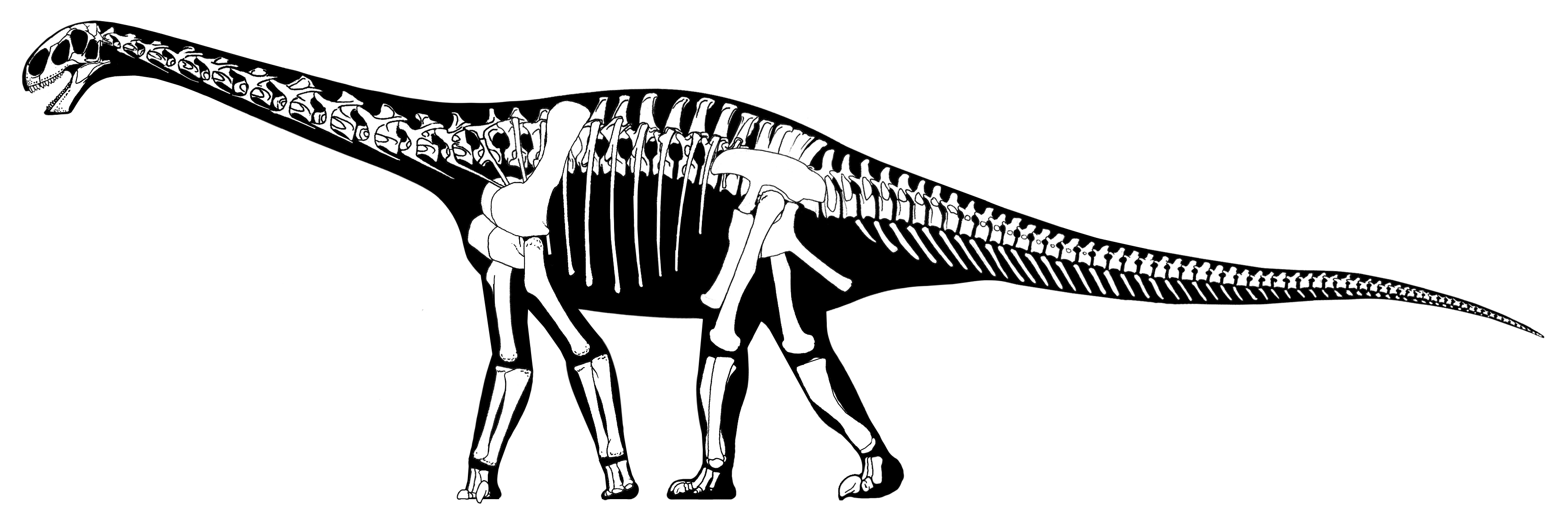
Silhouette et squelette en partie reconstitué de C. oxoniensis.

Le cladogramme suivant, réalisé par Sander et quinze de ses collègues en 2011, montre la position de Cetiosaurus au sein des sauropodes et des eusauropodes :
- Sauropoda
  - Melanorosaurus
  - 
    - Antetonitrus
    - 
      - Vulcanodon 
      - 
        - Spinophorosaurus
        - Eusauropoda
          - Shunosaurus 
          - 
            - Barapasaurus
            - 
              - Patagosaurus 
              - 
                - Mamenchisauridae
                  - Omeisaurus 
                  - Mamenchisaurus

                - 
                  - Cetiosaurus 
                  - 
                    - Jobaria
                    - Neosauropoda
                      - Haplocanthosaurus 
                      - Diplodocoidea
                        - Rebbachisauridae
                          - Limaysaurus
                          - Nigersaurus 

                        - 
                          - Dicraeosauridae
                            - Amargasaurus 
                            - Dicraeosaurus 

                          - Diplodocidae
                            - Apatosaurus 
                            - Brontosaurus 
                            - 
                              - Barosaurus
                              - Diplodocus 

                      - Macronaria
                        - Camarasaurus
                        - Titanosauriformes
                          - Brachiosaurus 
                          - 
                            - Phuwiangosaurus
                            - Titanosauria
                              - Malawisaurus
                              - 
                                - Rapetosaurus 
                                - 
                                  - Isisaurus
                                  - 
                                    - Opisthocoelicaudia 
                                    - Saltasaurus